# ハネウェル

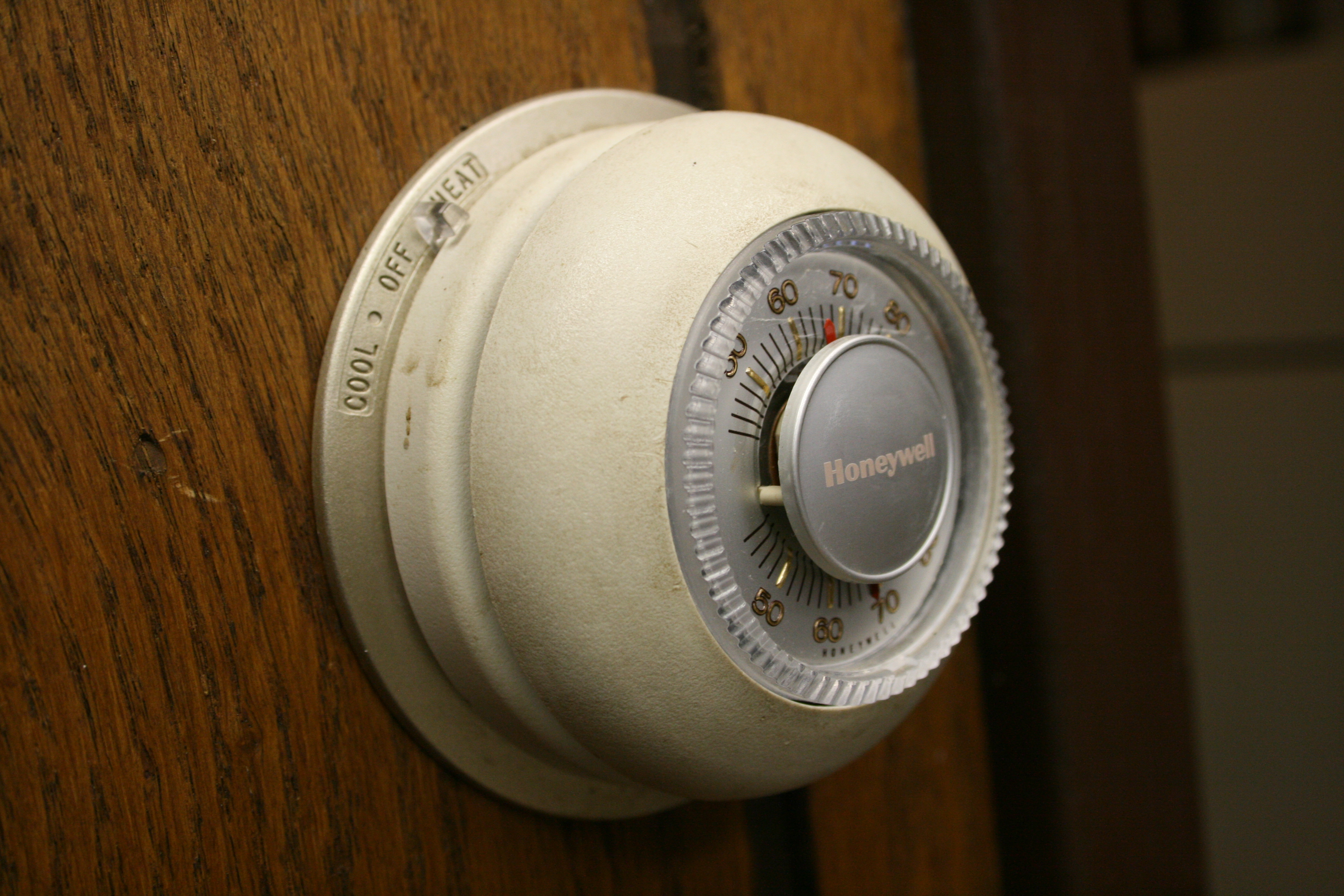
ハネウェルを象徴する丸型サーモスタット T87（スミソニアン博物館）

ハネウェル（英: Honeywell(英語版) 、日本語読みでは「ハニウェル」とも）は、1886年に設立されたアメリカの多国籍企業であり、電子制御システムや自動化機器を製造販売している。アメリカ航空宇宙局、ボーイング、アメリカ国防総省に技術サービスやアビオニクスを提供している会社である。
フォーチュン100企業の1つであり、現在約13万人の従業員（うちアメリカ国内で58,000人）を抱える巨大企業である。本社はニュージャージー州のモリスタウンにある。
現在のハネウェル・インターナショナル (Honeywell International Inc.) は、ハネウェルとアライドシグナルが1999年に合併して誕生した企業である。アライドシグナルの方が規模が大きく、ニュージャージー州モリスタウンのアライドシグナルの本社を今も本社としているが、ブランド名として有名なハネウェルを社名に残した。
ハネウェルのブランドは一般消費者にもよく知られている。特によく知られているのは住宅用サーモスタット、ギャレットのターボチャージャー、プレストン/フラム/オートライトのブランド名で売られている自動車部品などである。

## 歴史
ハネウェルの基盤となった技術は、アルバート・バッツが1885年に石炭窯炉用に発明したサーモスタット damper flapper と、1886年創業のミネアポリス・ヒート・レギュレータ（Minneapolis Heat Regulator Company ）が改良した電動機とプロセス制御である。1906年、マーク・C・ハネウェルがインディアナ州ウォバッシュでハネウェル・ヒーティング・スペシャルティ (Honeywell Heating Specialty Company) を創業。その会社とミネアポリス・ヒート・レギュレータが1927年に合併。合併後の社名をミネアポリス・ハネウェル・レギュレータ (Minneapolis-Honeywell Regulator Company) とした。初代社長にはマーク・C・ハネウェル、初代会長にはW・R・スウェットが就任した。

### スウェットの時代
W・R・スウェットとその息子ハロルドは（1886年から）75年間、ハネウェル（とその前身であるミネアポリス・ヒート・レギュレータ）のトップに君臨し続けた。W・R・スウェットは、サーモスタットによる温度制御という革新的アイデアをビジネスとして成功させた。ハロルドは1934年にハネウェルを引継ぎ、成長と世界進出の時代を通してハネウェルを指揮し、世界的テクノロジーリーダーへと導いた。
1999年にアライドシグナルと合併するまで30年以上に渡り、ハネウェルに科学技術面で貢献した従業員を表彰する "H.W. Sweatt Engineer-Scientist Award" が毎年授与されていた。

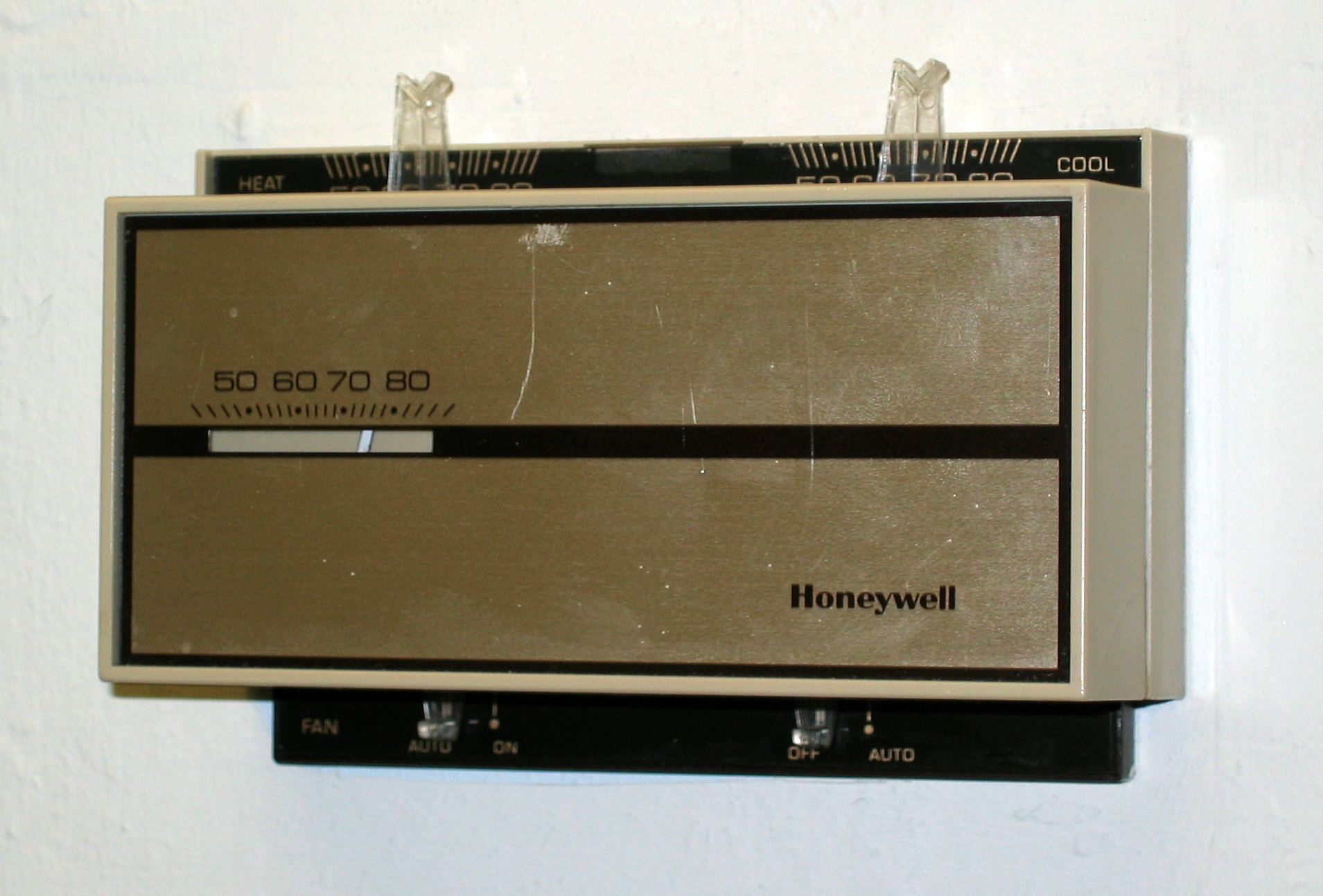
ハネウェル製サーモスタット

### ビンガーの経営
1943年、ジェームズ・H・ビンガーがハネウェルに引き抜かれ、1961年には社長就任、1965年には会長に就任した。ビンガーは医師の息子としてミネソタ州セントポールで育った。イェール大学で経済学を学び、ミネソタ大学で法律を学んだ。卒業後ミネアポリスの法律事務所に就職し、ハネウェルはそこのクライアントであった。
ビンガーはハネウェルの会長に就任するに当たり、売り上げよりも利益を重視して販売手法を改善した。また海外進出にも積極的で、海外に6つの生産拠点を作り、全生産量の12%を生産するようになった。また、社名をミネアポリス・ハネウェル・レギュレータから現在のハネウェルに変更した。
1950年代から1970年代中盤まで、ハネウェルは旭光学工業（現リコーイメージング）株式会社のカメラと写真関連機器の輸入元でもあった。その製品をアメリカではハネウェル・ペンタックス (Honeywell Pentax) の名で販売した。1961年から1978年までビンガーがこの事業の責任者であり、同時に彼は軍需、航空宇宙、コンピュータの分野への事業拡大を主導した。ビンガーは1978年に会長を引退したが、亡くなるまで相談役にとどまった。後任はハネウェル・コントロール・システムズ (Honeywell Control Systems) の初代社長エドソン・スペンサー (Edson Spencer) である。
1953年、アメリカ空軍と共同で航空機のフライトの様々なステージ（タクシングや離陸から着陸の直前まで）を制御可能な自動制御装置 Automatic Master Sequence Selector を開発した（今ではありふれているが、当時は最先端技術だった）。自動ピアノのように作用して航空機のオートパイロットに命令を中継し、パイロットの負荷を大幅に減らすことができる。技術的にはミサイル誘導や数値制御と似ている。

### コンピュータ事業
1954年、レイセオンとの合弁でメインフレーム製造の事業に進出。間もなくレイセオンの出資分を買い取ってハネウェルの部門にした。初期のコンピュータは Honeywell 800 で、後継に Honeywell 1800 がある。
また、ミニコンピュータを手がけていた Computer Control Corporation を買収。1960年代、ハネウェルはコンピュータ業界で「白雪姫と7人の小人」の一社に数えられた。IBMが白雪姫であり、小人にはハネウェルの他にバロース、CDC、GE、NCR、RCA、UNIVACが数えられる。1970年、ハネウェルはGEのコンピュータ部門を買い取った。これに伴って会社組織が再編され、ハネウェル・インフォメーション・システムズ (Honeywell Information Systems, HIS) とハネウェル・コントロール・システムズ (Honeywell Control Systems) とに分かれた。RCAがそのコンピュータ事業をUNIVACに売却すると、「7人の小人」は5社に減り「BUNCH」と呼ばれるようになった。

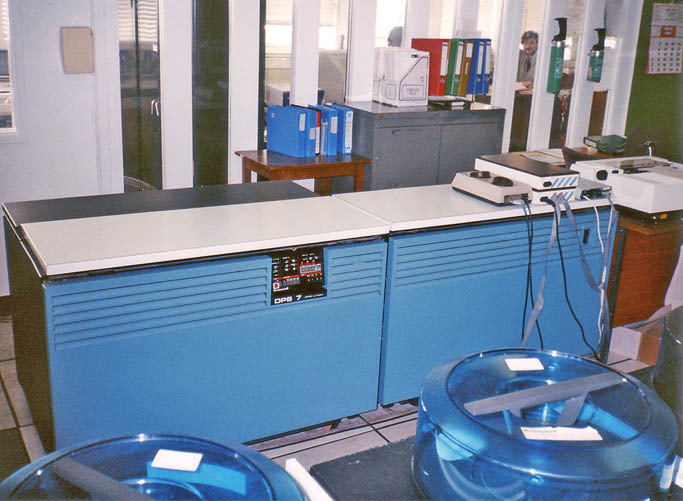
メインフレーム ハネウェル-ブル DPS 7 (1990)

1963年、IBM 1401 に対抗する小型コンピュータ Honeywell 200シリーズをリリース。このシリーズは1970年代初めまで続いた。日本電気は1962年ハネウェルとコンピュータに関する技術提携契約を結んだ。日本電気は Honeywell 200シリーズをNEAC2200シリーズとして発売、日本でのシェアを急速に伸ばすこととなった。
1986年、フランスのコンピューター企業ブル（Bull）および日本電気との合弁会社「ハネウェル・ブル」を設立。1991年、ハネウェルはコンピュータ部門HISをブルに売却し、コンピューター事業から完全撤退した。

### 軍需産業
ハネウェルが軍需産業に参入したのは第二次世界大戦の時であり、当時は航空機の部品を製造していた。ベトナム戦争のころから様々な製品を製造するようになった。クラスター爆弾、ミサイル誘導システム、ナパーム弾、地雷などである。
X-20プロジェクトで使用する慣性誘導サブシステムを開発し、1963年8月にNF-101Bを使った試験飛行に成功した。X-20プロジェクトは1963年12月に中止となった。1968年頃 Honeywell project と呼ばれる市民運動が起き、ハネウェルの兵器製造を止めさせようとしたことがある。
1990年、ハネウェルは軍需部門を Alliant Techsystems としてスピンオフさせた。ただし、その後もハネウェルはジェットエンジン、電子誘導システム、コックピット機器などの航空宇宙関連製品を製造している。
1996年、ハネウェルは Duracraft を買収し、扇風機、加湿器、空調機器など家電市場に参入した。家電部門は後に Kaz Incorporated に売却された。
ハネウェルはアメリカ合衆国で核兵器製造に関わる企業のコンソーシアムに参加している。アライドシグナルの軍需部門を引き継いだ Honeywell Federal Manufacturing & Technologies の工場では、核兵器の核とは直接関係しない部分の85%を製造し組み立てている。

### 特殊素材
ハネウェルの特殊素材事業の起源は化学者ウィリアム・H・ニコルズが1870年に創業した硫酸製造会社である。19世紀末にニコルズはいくつかの企業を経営しており、アメリカにおける化学産業を牽引していた。1920年、投資家ユージン・メイヤーの協力を得てニコルズの会社は大きく成長し始めた。彼らは5つの中小企業を吸収合併して Allied Chemical & Dye Company を設立し、後に Allied Chemical Corp. と改称した。同社は後にアライドシグナルの一部となり、ハネウェルの特殊素材事業を担うこととなった。なおメイヤーはクーリッジ、フーヴァー、トルーマンという3代の大統領の政権で働き、1933年にはワシントン・ポスト紙を買い取った。メイヤーとニコルズの名はモリスタウンの本社敷地内の建物につけられている。

### GEとハネウェルの合併未遂
2000年、GEはハネウェルを取得する意図があることを発表。当時ハネウェルの時価総額は210億ドル以上だった。合併はアメリカ当局には認可されたが、欧州委員会の競争政策担当マリオ・モンティが2001年7月3日、合併を阻止した。これは、両社の合併によってジェットエンジンやアビオニクスなどの分野でいろいろな製品を組み合わせて販売することにより寡占化が起きて他の企業が存続できなくなることを危惧したためである。これに対してアメリカ当局はM&Aによって競争が改善され、価格低下につながると主張した。米司法次官補チャールズ・ジェームズはEUの決定を「独占禁止法の精神とは正反対だ」と評した。
2007年、GE はハネウェルとよく似た事業内容のSmiths Aerospaceを買収した。

### アライドシグナルとの合併とその後

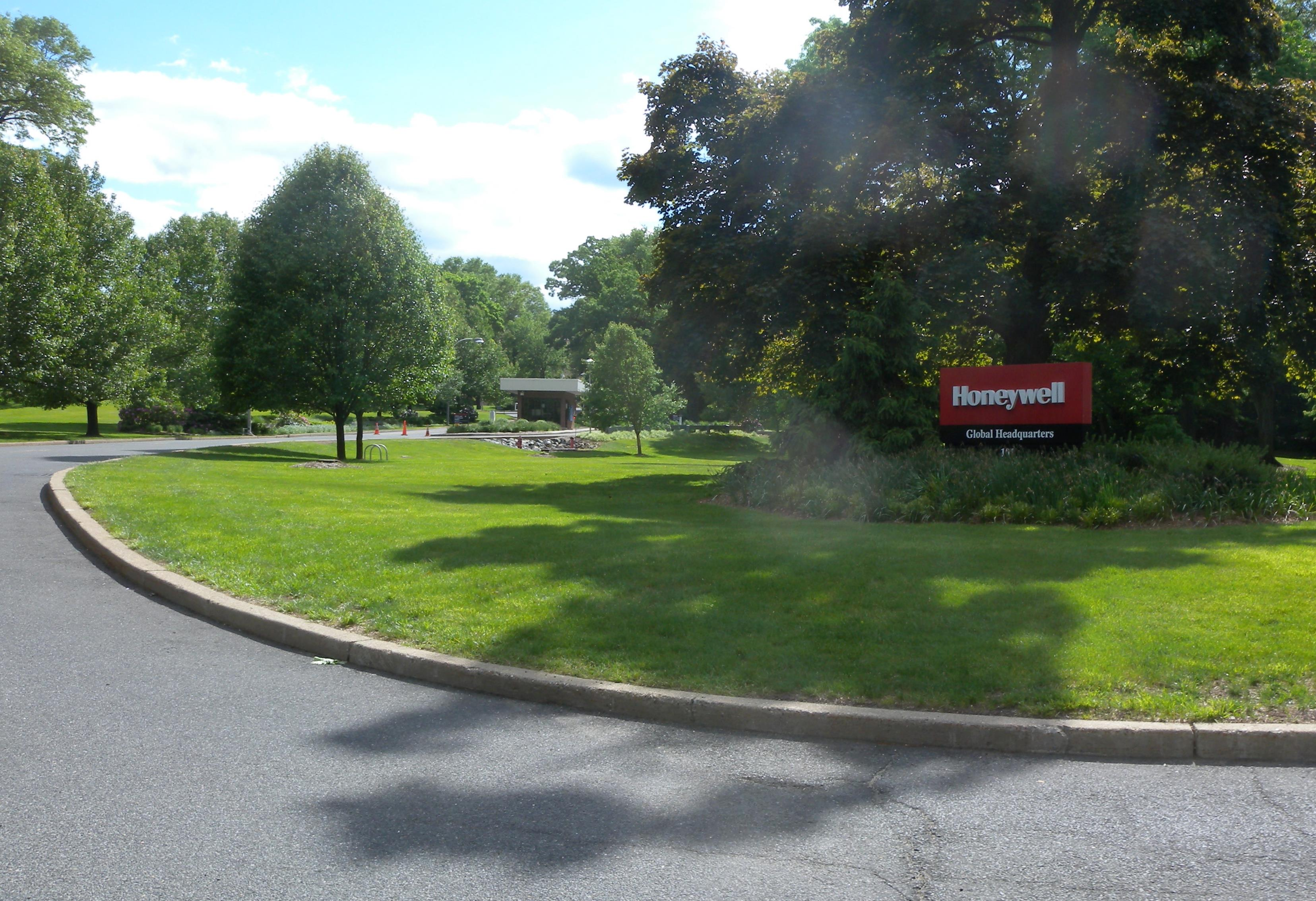
モリスタウンの本社入口

1998年に航空宇宙、自動車用製品、工業材料の大手メーカーであったアライドシグナルと合併。現在の "Honeywell International, Inc." の名称となった。アライドシグナルの方が規模が大きくまた本社はアライドシグナルの本拠地ニュージャージー州モリスタウンに置かれたが、合併後の社名はブランド名としてよく知られているハネウェルとなった。ミネアポリスの旧本社を閉鎖する際、1000人以上の従業員が解雇された。合併後間もなく株価が大幅に下落し、合併前のレベルに戻ったのは2007年のことである。
2008年10月、Mediacorp Canada Inc. により "Canada's Top 100 Employers" に選ばれた。また、"Greater Toronto's Top Employers" にも選ばれ、トロント・スター紙で発表された。
2021年5月、株式上場先をニューヨーク証券取引所からNASDAQに変更した。

## 事業部門
- ハネウェル・エアロスペース - 航空宇宙
- ハネウェル・オートメーション&コントロール・ソリューションズ - 自動化と制御
- ハネウェル・パフォーマンス・マテリアルズ&テクノロジーズ - 特殊素材
- ハネウェル・トランスポーテーション・システムズ - 輸送システム
  - 自動車のターボチャージャーで有名なギャレット・システムズ（Garrett Systems ）はこのグループ。

### ハネウェル・エアロスペース
ハネウェル・エアロスペースは航空用エンジン、アビオニクス等を生産する企業でアリゾナ州フェニックスを拠点とする。

#### 航空機エンジン
ハネウェル・エアロスペースのタービンエンジンの事業はギャレット・エアリサーチとライカミング・エンジンズタービン部門の二つの源流に遡る事が出来る。ギャレット・エアリサーチは1936年にCliff Garrettによって設立された。タービンエンジン部門はギャレット・タービン・エンジン会社として知られ1968年にシグナル石油によって買収された。1985年にはシグナル社がアライド社と合併してアライドシグナルになった事によりアライドシグナルのギャレット・エンジン部門になった。1994年、アライドシグナルはテキストロン社のライカミング・エンジン・タービン部門を買収してギャレットエンジンと合併してアライドシグナル・エアロスペース・カンパニーのアライドシグナル・エンジンズ部門になった。 1999年に現在のハネウェル・エアロスペースの一部になった。

#### アビオニクス
アライドシグナルは1999年にハネウェルを買収して合併してハネウェル・インターナショナルに社名を変えた。当時、既に前身のハネウェルは1986年に買収した旧スペリー・フライトシステムズ社のアビオニクス部門の大半を所有していた。これらのスペリーアビオニクス部門はハネウェルによってスペリーの全てを1986年、初頭に買収した会社(以前の社名はバロースだったユニシス)から買収された。
これはおそらく買収の目的が(コンピュータ会社である)バロース/ユニシスはスペリー社のコンピュータ部門であるUNIVACだけが目的で他の部門を売り払う意図だったとみられる。
旧スペリーのアビオニクス部門は航空用の幅広い製品を供給していた。一方、(1986年以前の)ハネウェルの部門は同様にいくつかの慣性航法装置や対地接近警報装置のようなアビオニクスの製品を供給していた。

### ハネウェル・テクノロジー・ソリューションズ
ハネウェル・テクノロジー・ソリューションズ (HTS) はハネウェルの研究開発部門である。インドのバンガロールを本拠地とし、5000人以上が働いている。HTSの開発センターは、ハイデラバード（インド）、マドゥライ（インド）、上海市（中国）、ブルノ（チェコ）にある。飛行管理装置の多くはこれらの研究所で製作され試験されている。HTSはハネウェルの各事業部門に研究開発サービスを提供している。最近ではラジエータなどの自動車部品の生産も開始した。

## 環境問題
アメリカ合衆国環境保護庁 (EPA) によれば、スーパーファンド法で規定する有害廃棄物で汚染された土地と最も多く関係している企業がハネウェルだという。ハネウェルは米国内の大気汚染に責任のある企業の44位とされており、毎年425万kgの有害物質を大気中に放出している。2001年、ハネウェルは以下の件について 15万ドルの罰金と77万2千ドルの賠償金の支払いに合意した。
- 大気中に危険な有害物質を放散させてしまった件
- ハロゲン化アルキルを含む冷凍設備の修理あるいは報告を怠った件
- ベンゼン、アンモニア、窒素酸化物、ジクロロジフルオロメタン、硫酸、二酸化硫黄、ε-カプロラクタムの排出に関する不適切な報告

2003年、ニューアークの連邦判事はハネウェルに対して「公衆衛生と安全に対する切迫した損害と環境への大きな損害のリスク」としてクロム廃棄物の除去のために4億ドルの拠出を命じた。同年、ハネウェルはイリノイ州 Lisle でのトリクロロエチレン汚染で裁判となるのを避けるため360万ドルを支払った。2004年、ニューヨーク州は74,000kgもの水銀などの有害物質がオノンダガ湖に投棄された件で、ハネウェルに対して浄化費用4億4800万ドルの支払いを求めたことを発表した。2005年、ニュージャージー州は100箇所以上のクロム汚染地域の浄化を求め、ハネウェルを含む3社（他はオクシデンタル・ペトロリウムとPPG）を訴えた。クロムは肺癌、潰瘍、皮膚炎を引き起こすとされている金属である。
2006年、ハネウェルは水銀スイッチの生産を停止することを発表した。これにより毎年水銀11,300kg、鉛2800kg、クロム酸1500kgの削減となる。特に水銀は米国内の全使用量の5%である。EPAはこれを評価し 2006 National Partnership for Environmental Priorities (NPEP) Achievement Award をハネウェルに贈った。
2008年、アリゾナ州はハネウェルが1974年から2004年まで数百回に渡って水質汚染を引き起こす違法な廃棄物投棄を行ってきたと主張し、ハネウェルが500万ドルの罰金支払いと地域の大気浄化プロジェクトへの100万ドルの寄付をすることで合意に達した。

## 社会貢献
ハネウェルは社会貢献にも積極的で、Hometown Solutions と呼ばれるプログラムを実施している。このプログラムでは、従業員ボランティアと寄付により、科学や数学の研究への資金提供、ハリケーン「カトリーナ」によって倒壊した建物の再建、"Got2bSafe" と呼ばれる National Center for Missing and Exploited Children  への長年の協力関係などが行われている。Got2bSafeによって生まれた書籍は72,000以上の米国内の学校に配布され、500万人以上の小学生に届いている。また、Honeywell Nobel Initiative というプログラムも進めており、ノーベル物理学賞あるいはノーベル化学賞の受賞者の講演を主催し、その模様をオンラインで閲覧できるようにしようとしている。

## 批判
2011年12月、無党派組織 Public Campaign は、ハネウェルがロビー活動に1830万ドルを費やし、49億ドルの利益が出ているにもかかわらず2008年から2010年まで法人税を免除され逆に3400万ドルの税還付を受け、2008年以降968人の従業員を解雇しつつ経営トップ5人の2010年の年俸が15%アップして5420万に達していると批判した。

## ミノルタ・ハネウェル特許訴訟
1987年、ミノルタ（現：コニカミノルタ）とその現地法人を相手取りオートフォーカス技術に対して同社の特許4件の侵害と技術移転に関する契約違反を主張し裁判となり、1992年2月ニュージャージー州連邦地方裁判所は特許侵害を認め、結果的にミノルタ側はハネウェル側に約165億円を支払うことになった。これは貿易摩擦問題・サブマリン特許問題などの複雑な時代背景のもとに起こったものであり、アメリカの訴訟社会の厳しさ、訴訟戦術の重要性、知的財産権のあり方などについて複雑な反響を巻き起こすこととなった。

## 日本法人
日本法人は「日本ハネウェル株式会社」（Honeywell Japan Ltd.）である。ハネウェルの製品は20世紀初頭から日本に輸入されていたが、1953年に山武計器（現在のアズビル）と合弁企業を設立。ブランドを山武ハネウェルとし、主に大規模施設やビルディング等の空調設備機器やそれに付随するマイクロスイッチなどを日本国内で独占的に販売していた。2002年に山武計器との資本関係を解消した後、2004年4月にハネウェルジャパン株式会社を設立、2005年にアライドシグナルの日本法人と統合、2018年6月1日にトランスポーテーションシステムズ事業部を分社化、現在の社名となった。
東京（ニューピア竹芝サウスタワー）に本社を、各地に支店および出張所を、矢板市に工場を持つ。